# Liste der Biografien/Cold
Liste der Biografien |
Portal Biografien |
Personensuche
# |
A |
B |
C |
D |
E |
F |
G |
H |
I |
J |
K |
L |
M |
N |
O |
P |
Q |
R |
S |
T |
U |
V |
W |
X |
Y |
Z |
?
 
Ca |
Cb |
Cc |
Ce |
Ch |
Ci |
Cj |
Ck |
Cl |
Cm |
Cn |
Co |
Cr |
Cs |
Ct |
Cu |
Cv |
Cw |
Cy |
Cz
 
Coa–Cod |
Coe–Cok |
Col |
Com |
Con |
Coo–Coq |
Cor |
Cos |
Cot |
Cou |
Cov |
Cow |
Cox |
Coy |
Coz
 
Cola |
Colb |
Colc |
Cold |
Cole |
Colf |
Colg |
Colh |
Coli |
Colk |
Coll |
Colm |
Coln |
Colo |
Colp |
Colq |
Colr |
Cols |
Colt |
Colu |
Colv |
Colw |
Coly |
Colz
Die Liste der Biografien führt alle Personen auf, die in der deutschsprachigen Wikipedia einen Artikel haben. Dieses ist eine Teilliste mit 30 Einträgen von Personen, deren Namen mit den Buchstaben „Cold“ beginnt.

## Cold
- Cold 187um, US-amerikanischer Rapper
- Cold, Aaron, deutscher DJ- und Produzent in der elektronischen Musikszene
- Cold, Christian Magdalus Thestrup (1863–1934), dänischer Seeoffizier und Politiker

### Colda
- Coldam, Hanno (1932–1992), deutscher Dompteur

### Colde
- Coldebella, Claudio (* 1968), italienischer Basketballspieler
- Coldefy, Louise (* 1987), französische SchauspielerinLouise Coldefy (* 1987)

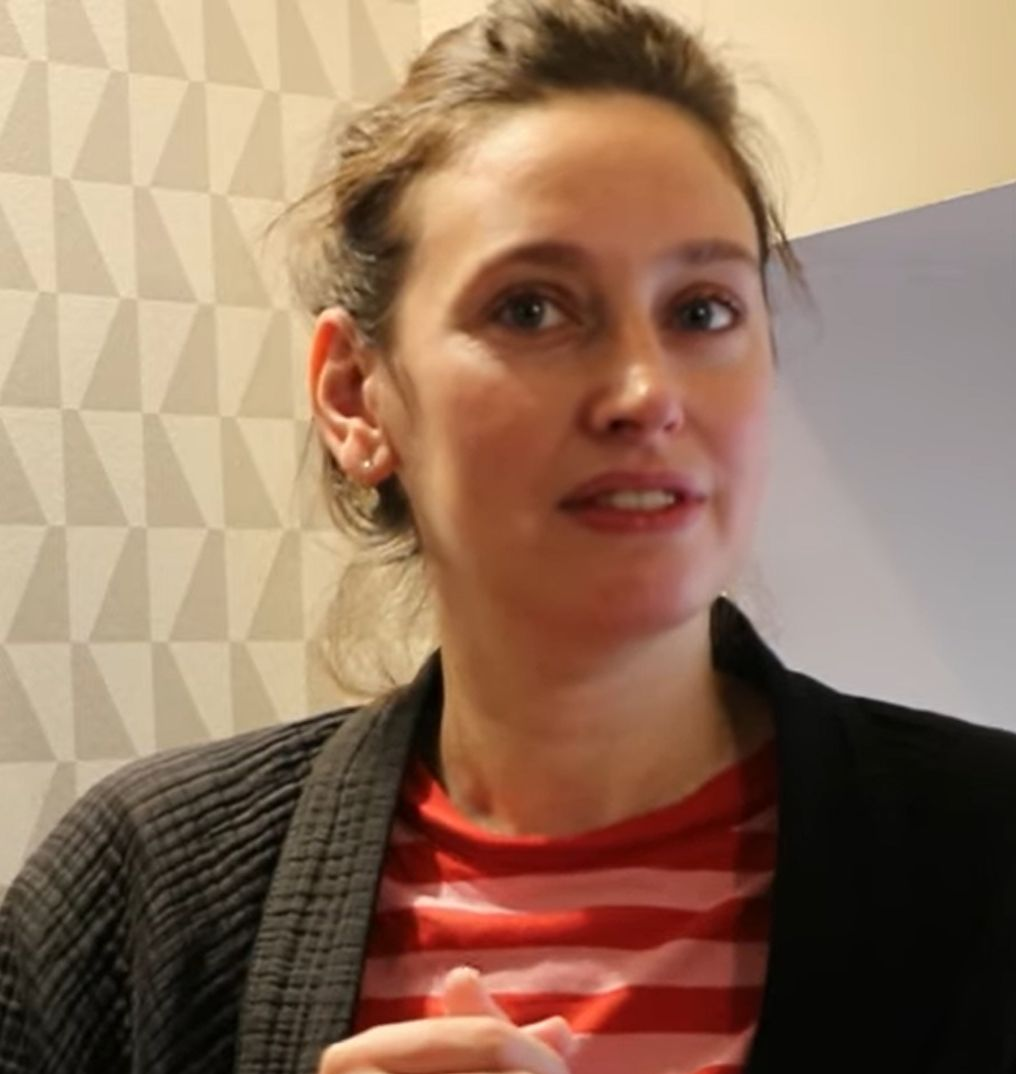
Louise Coldefy (* 1987)

- Colden, Cadwallader (1688–1776), britischer Arzt, Botaniker, Wissenschaftler und Politiker, Gouverneur der britischen Kolonie New York
- Colden, Cadwallader D. (1769–1834), US-amerikanischer Jurist, Offizier und Politiker
- Colden, Charles J. (1870–1938), US-amerikanischer Politiker
- Colden, Hartmut (1915–1982), deutscher Architekt
- Colden, Jane (1724–1766), US-amerikanische Botanikerin
- Coldeway, Anthony (1887–1963), US-amerikanischer Drehbuchautor zahlreicher Film- und Fernsehproduktionen
- Coldewey, Dettmar (1907–1973), deutscher Heimatforscher und Autor
- Coldewey, Ehrenreich Gerhard (1702–1773), deutscher Gelehrter, Jurist, Poet und Kenner der ostfriesischen Geschichte
- Coldewey, Levin (1669–1729), deutscher lutherischer Theologe
- Coldewey, Michael (* 1962), deutscher Filmproduzent und Regisseur

### Coldi
- Colding, Ludwig August (1815–1888), dänischer Physiker und Ingenieur
- Colding, Søren (* 1972), dänischer Fußballspieler
- Colding, Tobias, dänischer Mathematiker
- Colditz, Edda (1940–2020), deutsche Bühnen- und Kostümbildnerin, Fachschullehrerin und Malerin
- Colditz, Ernst Ferdinand (1812–1889), deutscher evangelisch-lutherischer Pfarrer und Autor
- Colditz, Friedrich Eduard (1806–1872), deutscher evangelischer Theologe und Autor
- Colditz, Ludolf (1847–1909), deutscher Jurist und Unternehmer
- Colditz, Rolf (1924–2005), deutscher Schauspieler
- Colditz, Sophie (* 1988), deutsche Volleyball- und Beachvolleyballspielerin
- Colditz, Thomas (* 1957), deutscher Politiker (CDU), MdL

### Coldm
- Coldmirror (* 1984), deutsche Video- und NetzkünstlerinColdmirror (* 1984)

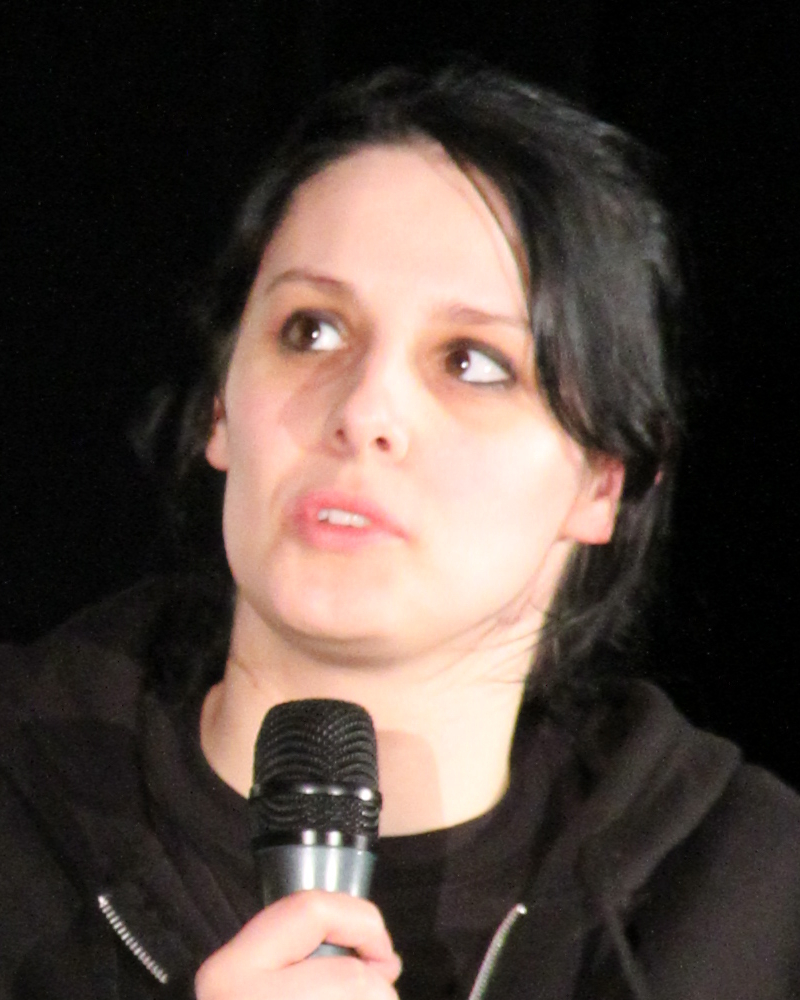
Coldmirror (* 1984)

### Colds
- Coldstream, John Nicolas (1927–2008), britischer Klassischer Archäologe

### Coldw
- Coldwell, Leonard (* 1958), deutsch-amerikanischer Geschäftsmann, Autor, Hochstapler, Verschwörungstheoretiker und vermeintlicher Wunderheiler
- Coldwell, Sophie (* 1995), britische Triathletin